# فابيو زولا
فابيو زولا هو لاعب كرة قدم برتغالي، ولد في 10 فبراير 1992 في أوليفيرا دي ازميس في البرتغال. لعب مع نادي ليتشويس.

## وصلات خارجية
- فابيو زولا على موقع قاعدة بيانات كرة القدم.إي يو (الإنجليزية)
- فابيو زولا على موقع Soccerway.com (الإنجليزية)